# The Group
The Group (br.: O Grupo) é um filme estadunidense de 1966 do gênero "Drama" dirigido por Sidney Lumet. O roteiro foi baseado no livro homônimo de Mary McCarthy e trata de temas controversos como amor livre, controle de natalidade, aborto, lesbianismo e alienação mental.

## Elenco (em ordem alfabética)

### Mulheres
- Candice Bergen...Lakey, estudante de arte bonita e sofisticada que depois assume seu lesbianismo
- Joan Hackett - Dottie, a mais velha do grupo, viaja com frequência para o Arizona para cuidar de uma tosse.
- Elizabeth Hartman - Priss, interessada em economia, acaba fazendo parte de um partido político e se casa com um republicano
- Shirley Knight - Polly, estudante de química, trabalha num hospital e tem um pai que sofre de depressão após perder seus investimentos na crise de 1929
- Carrie Nye - Norine, amante de Harald, estudou com Kay e assume a inveja dela dos tempos de colégio
- Joanna Pettet - Kay, jovem provinciana (ela é de Salt Lake) admirada por todos no colégio,  realiza um casamento fracassado mas procura manter as aparências para as amigas e familiares
- Mary-Robin Redd...Pokey, herdeira rica que se torna piloto de aviões e depois se casa com um milionário
- Jessica Walter - Libby, estudante de literatura sem talento e faladeira, que consegue se tornar uma espécie de relações públicas da editora para qual trabalha
- Kathleen Widdoes - Helena, filha de milionário, é considerada assexuada pelas amigas

### Homens
- James Broderick...Dr. Ridgeley, psiquiatra, se aproxima de Polly quando ela o procura para lhe contar do caso de seu pai
- James Congdon - Sloan Crockett, político republicano que se casa com Priss
- Robert Emhardt - Senhor Andrews, pai de Polly, sofre de depressão depois de perder seu dinheiro
- Larry Hagman - Harald Peterson, marido de Kay, diretor de teatro fracassado, alcoólatra e adúltero
- Hal Holbrook - Gus Leroy, editor e patrão de Libby
- Richard Mulligan - Dick Brown, amigo de Harald, pintor mulherengo e sem dinheiro

## Sinopse
Logo após a formatura de 1933, um grupo de oito mulheres conhecido no colégio como "O Grupo da Torre Sul", se reúne uma vez mais,agora para o casamento de Kay, uma de suas mais estimadas companheiras. O noivo é chamado por Kay de "gênio do teatro" e que está a escrever uma peça enquanto ela trabalha como balconista de uma loja de departamentos. Na recepção do casamento, Dottie conhece o pintor sem dinheiro Dick e, apesar de ter sido alertada, começa um caso com ele para se desiludir logo depois. Lakey viaja à Europa e morará ali pelos próximos seis anos, até que a Segunda Guerra Mundial a force a retornar. A próxima a se casar é Priss, que sofre com as ideias sociais de seu noivo político Sloan. Libby arruma um emprego numa editora mas seu patrão logo percebe que ela não tem talento. Polly tem um caso com o patrão de Libby, mas o homem não consegue se divorciar de sua esposa. Enquanto isso, o casamento de Kay vai de mal a pior e todos percebem sua situação e nervos abalados mas continuam a falar com ela como se ainda estivessem no ambiente escolar.

## Indicações e Prêmio
- Joan Hackett...vencedora do BAFTA como melhor atriz estrangeira (não britânica)
- Urso de Ouro do Festival de Berlim de 1966 (indicação) [1]